# 普普沙

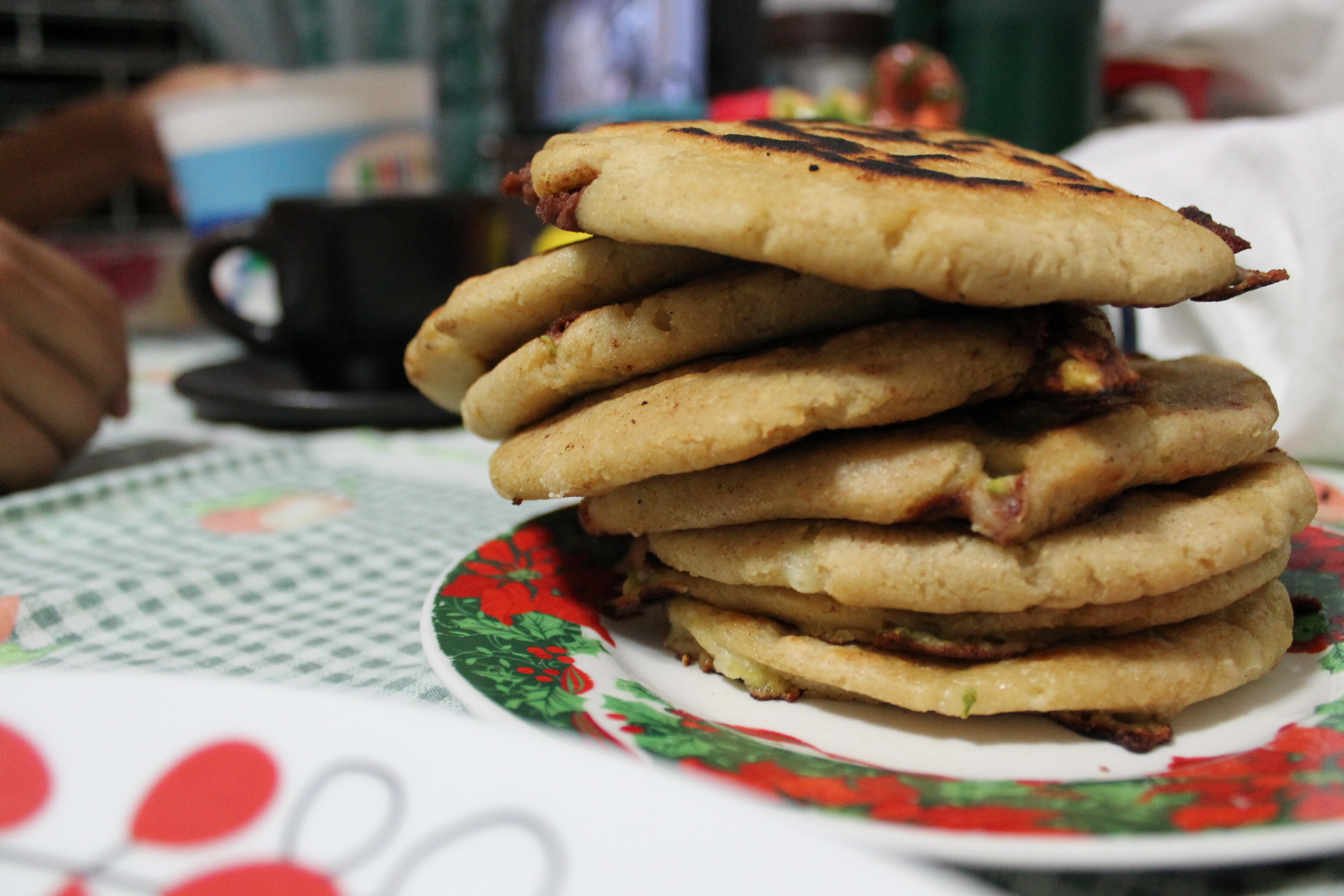
普普沙

普普沙（西班牙語：Pupusa）是一个塞满了萨尔瓦多咸馅菜的厚玉米饼，食用时通常配有辣白菜和番茄醬汁。 普普沙在洪都拉斯（尤其是南部）地区是比较受人青睐。
普普沙的玉米饼通常是用玉米粉手工填塞和制作。 常见的馅料包括多种奶酪，猪肉和油豆。

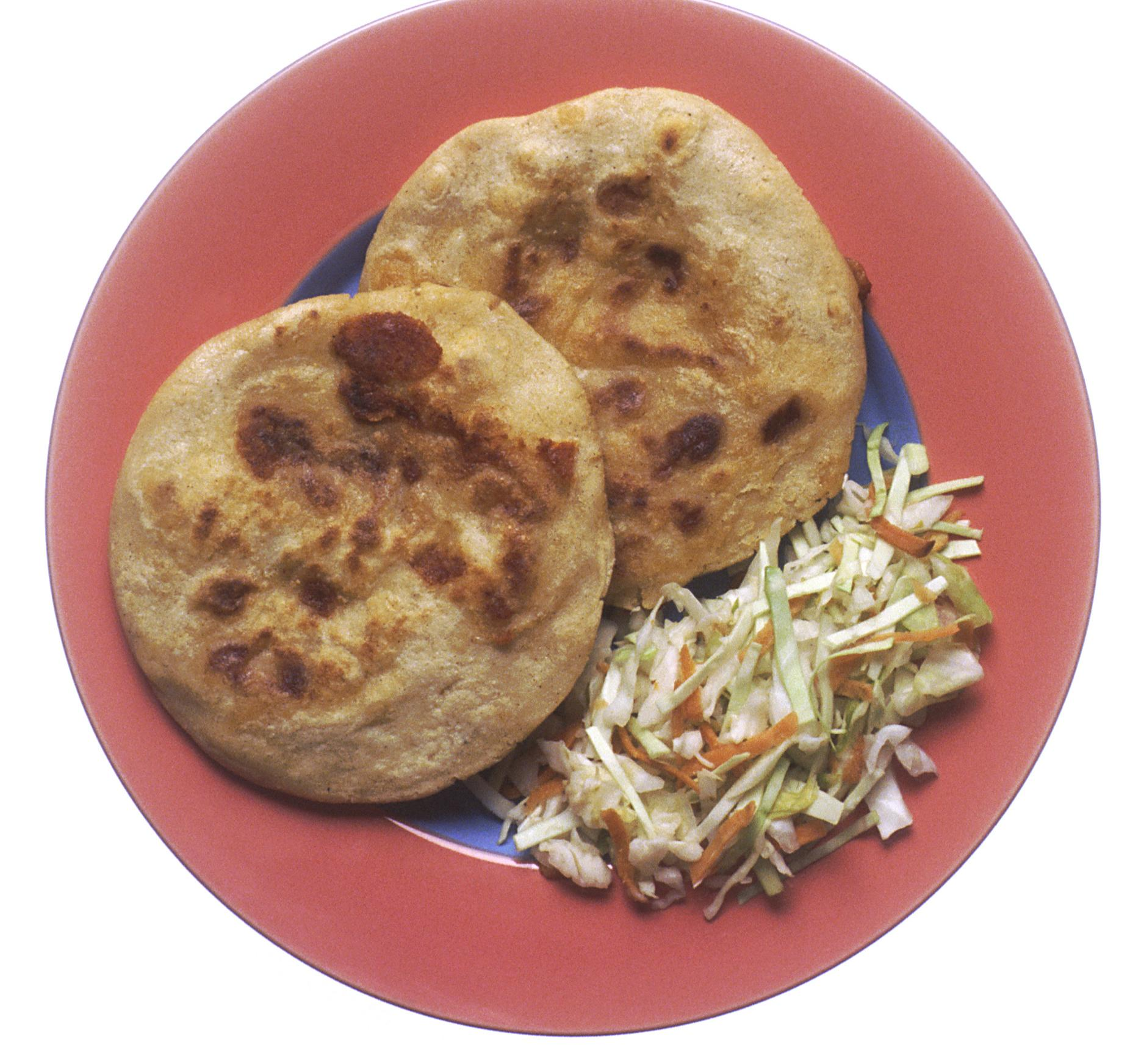

## 历史
几个世纪以前，居住在现称为萨尔瓦多领土的皮皮族部落发明普普沙的做法。用作制作普普沙的厨具在“萨尔瓦多的庞贝城”的Joya deCerén村庄（曾经被火山爆发带来的灰烬掩埋）中被挖掘出来。这里出土大约2000年前烹饪好的食物，其保存完好，看起来就跟当时刚制作完成时一模一样。在萨尔瓦多的其他考古遗址也可以找到皮皮族人的厨具。
前哥伦布时期的普普沙通常是素餡的，并且形状通常呈半月形。它们的餡里通常会加栉瓜的花瓣和蓓蕾，还有比如卡西林和莫拉或菌类和盐这样的草药。直到1570年，肉类才开始被作为普普沙的一种餡料加入到普普沙里面。
在20世纪40年代后期，普普沙的传播大多局限在乡镇中心，如克萨尔特佩克的一些城市。而没有在萨尔瓦多广泛传播。
随着六十年代克萨尔特佩克人口开始迁徙到其他地区，各种各样的普普沙开始在全国各地以及如洪都拉斯和危地马拉的邻近地大量传播。在七十年代的危地马拉，普普沙的形状通常是半月形。 然而在查拉特南戈地区，这种半月形的普普沙则会被认为是吃剩下的；在此地区， 鱼肉餡的普普沙会比较少见。另外，莱波河以东的普普沙通常会更大一些。
20世纪80年代，萨尔瓦多内战迫使当地居民移民到其他国家，多数都去了美国。因此，在国外萨尔瓦多人聚集的地方，总能看见普普沙的身影。迁移过来的人们已经把这道菜带到了美国的大部分地区。在加拿大的许多地区也会有普普沙的存在。近年来，甚至在阿德莱德，澳大利亚的墨尔本和悉尼的一些拉丁美洲餐馆也可以找到这种小吃。

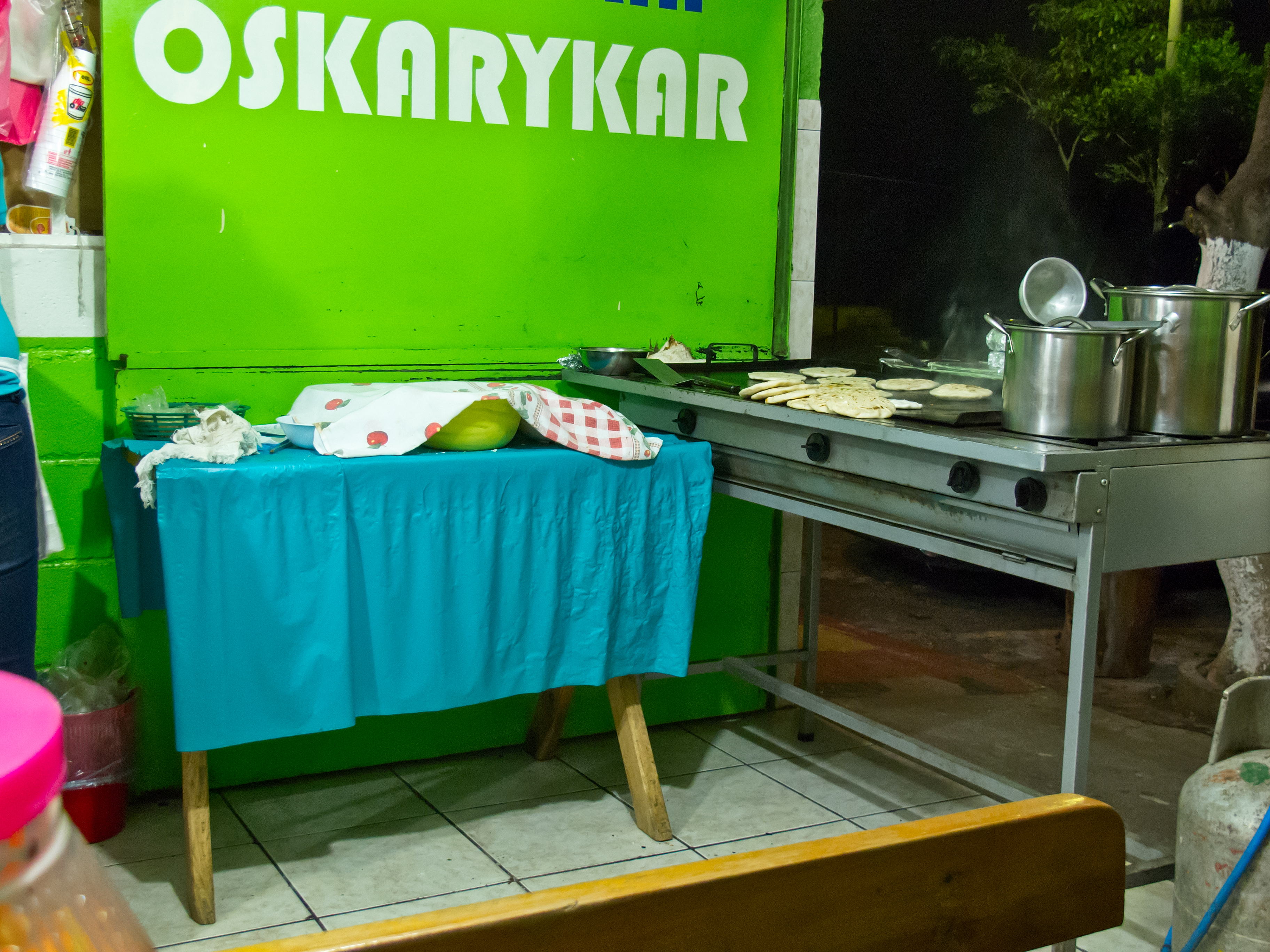
一个典型的萨尔瓦多普普沙摊

2005年4月1日，萨尔瓦多立法议会宣布普普沙为国菜，并且11月的第二个星期日为全国普普沙日。节日当天会在首都和国内几个大城市开展集市贸易活动。 2007年11月10日，为庆祝全国普普沙日，文化部长在首都公园组织一场博览会，在那里他们制作世界上最大的普普沙。 这个普普沙直径3.15米，用200磅的马萨，40磅的芝士和40磅的猪肚制成的，最后被大约5000人左右瓜分。五年后，这个纪录再次被打破，新的普普沙直径为4.25米。记入吉尼斯世界纪录的最大普普沙是2015年11月8日在萨尔瓦多奧洛奎爾塔创建的4.5米普普沙。

在2011年，《卫报》（The Guardian）将普普沙选为纽约最佳街头美食。
在国内外，传统的普普沙一般都和库尔蒂多（类似于德国酸菜的辣味版和韩国泡菜的淡味版）还有番茄酱一起食用，并且一般直接用手抓着吃。

## 争议
萨尔瓦多和洪都拉斯曾经因谁是普普沙的起源地有过争议。萨尔瓦多考古学家罗伯托·奥多涅斯（Roberto Ordonez）认为普普沙是由皮乌尔人创造的，因为普普沙在皮乌尔语中具有“膨胀”的意思，以及在乔伊亚·德·切伦（Joya de Ceren）中发现了用来做早期普普沙的材料和工具的手工艺品。洪都拉斯的词源学家表示，由于皮乌尔语与纳瓦特语非常接近，洪都拉斯纳瓦族部落也有可能创造了这种食物。在中国 - 东盟自由贸易区谈判期间，也讨论了普普沙的来源。萨尔瓦多和洪都拉斯两国都都想让普普沙成为其国独一无二的出口商品。但是两天后，洪都拉斯代表团最终将这项出口权利让给了萨尔瓦多。

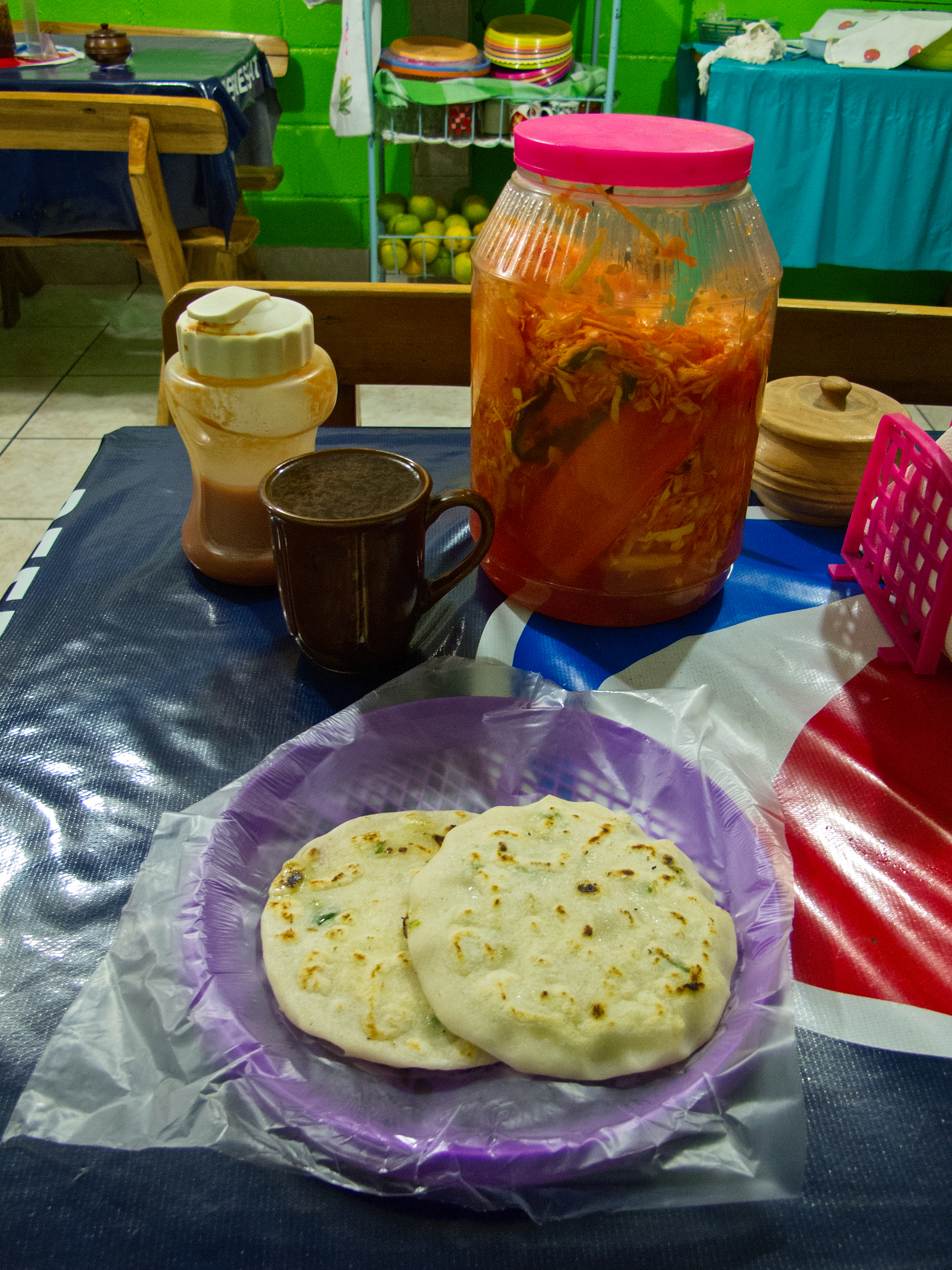
萨尔瓦多的普普沙

## 图集

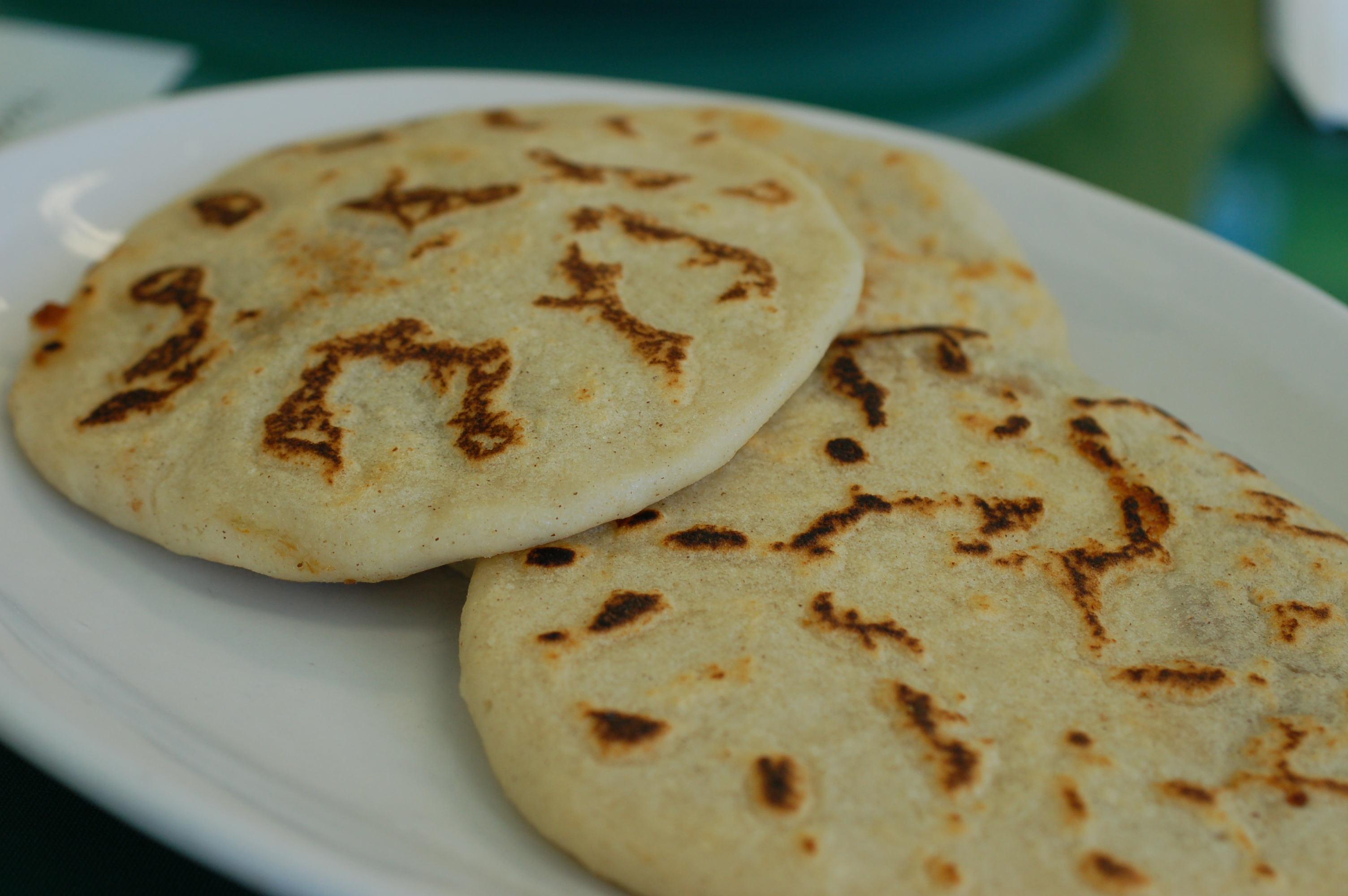
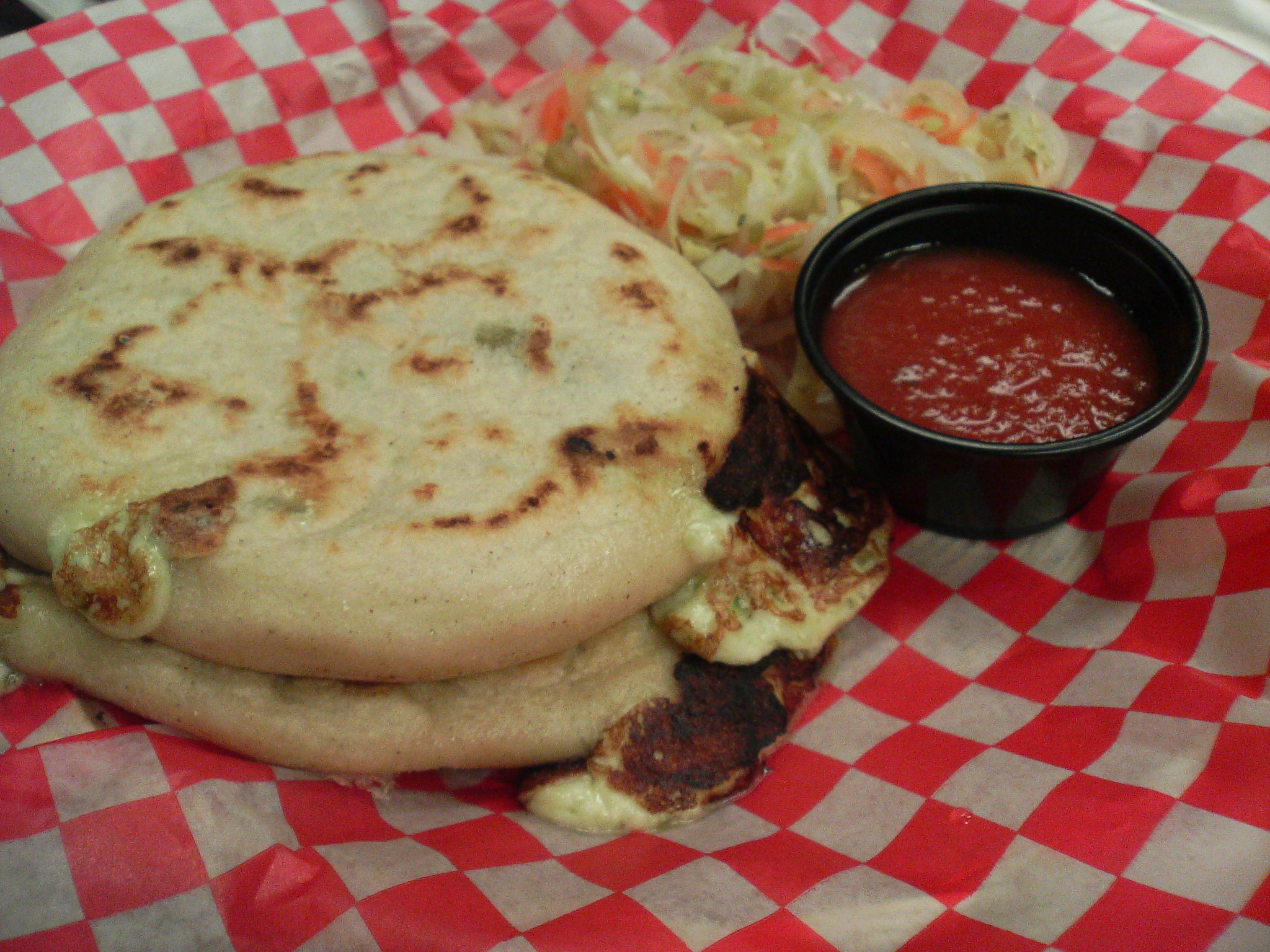
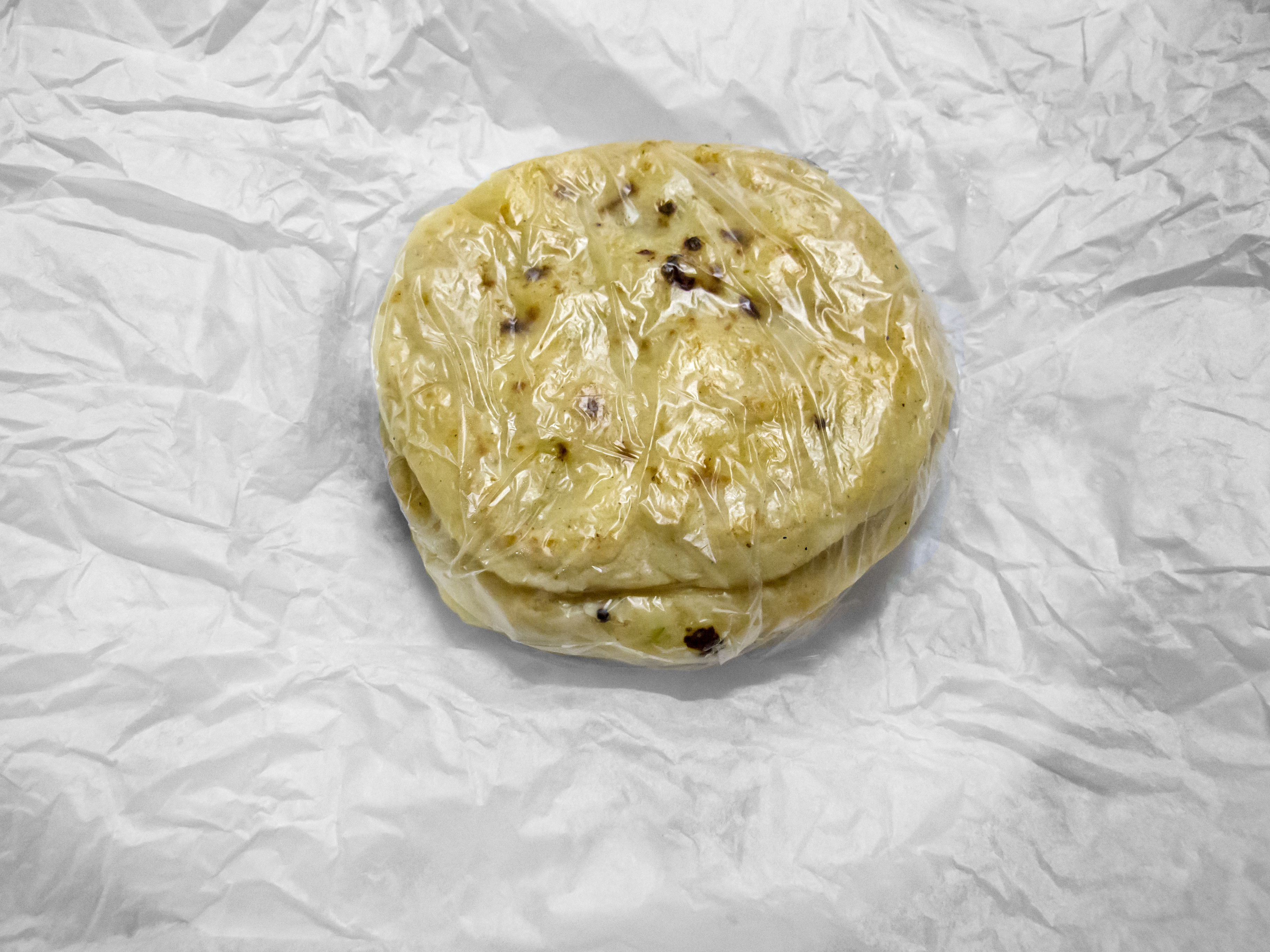
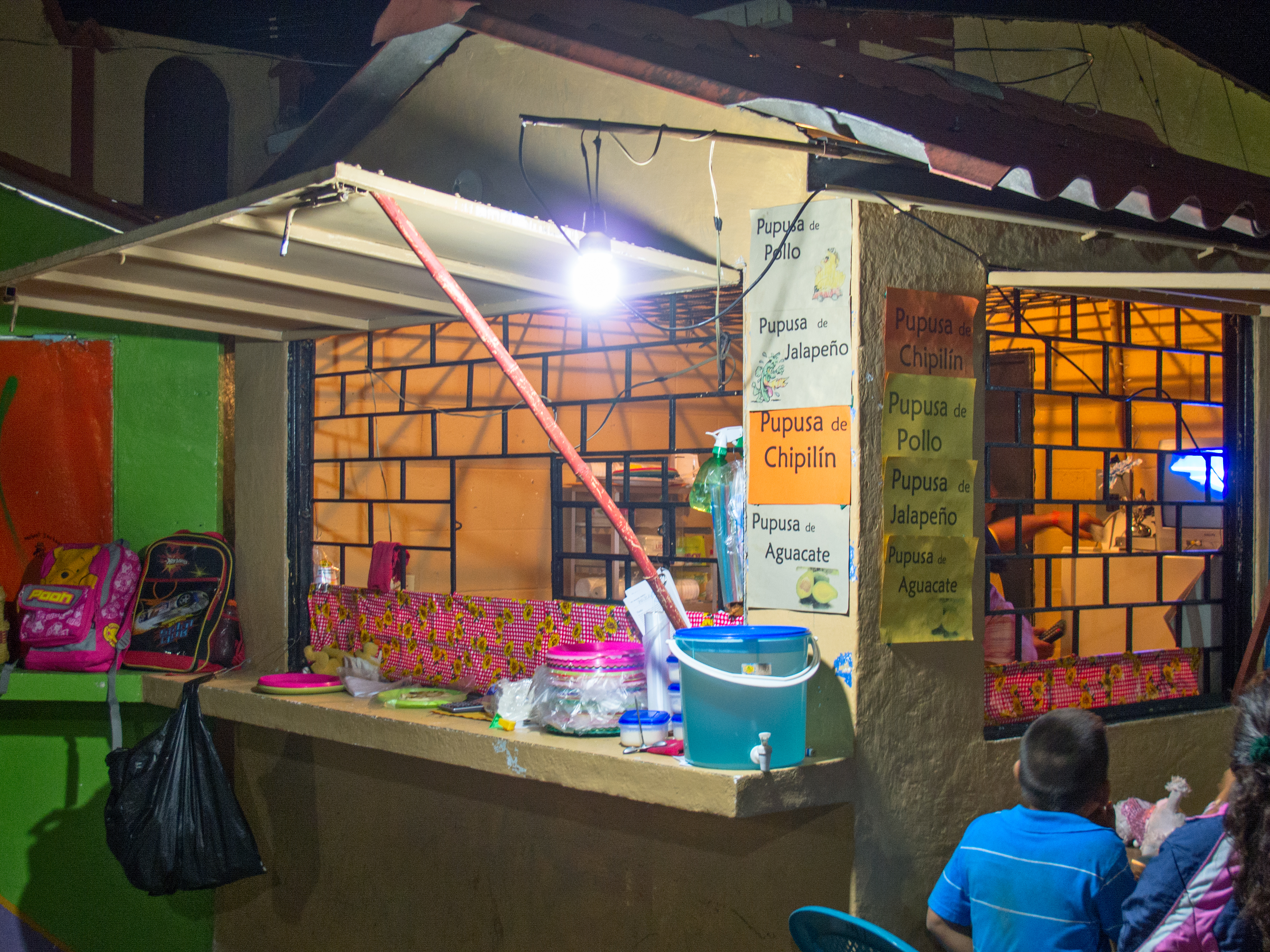
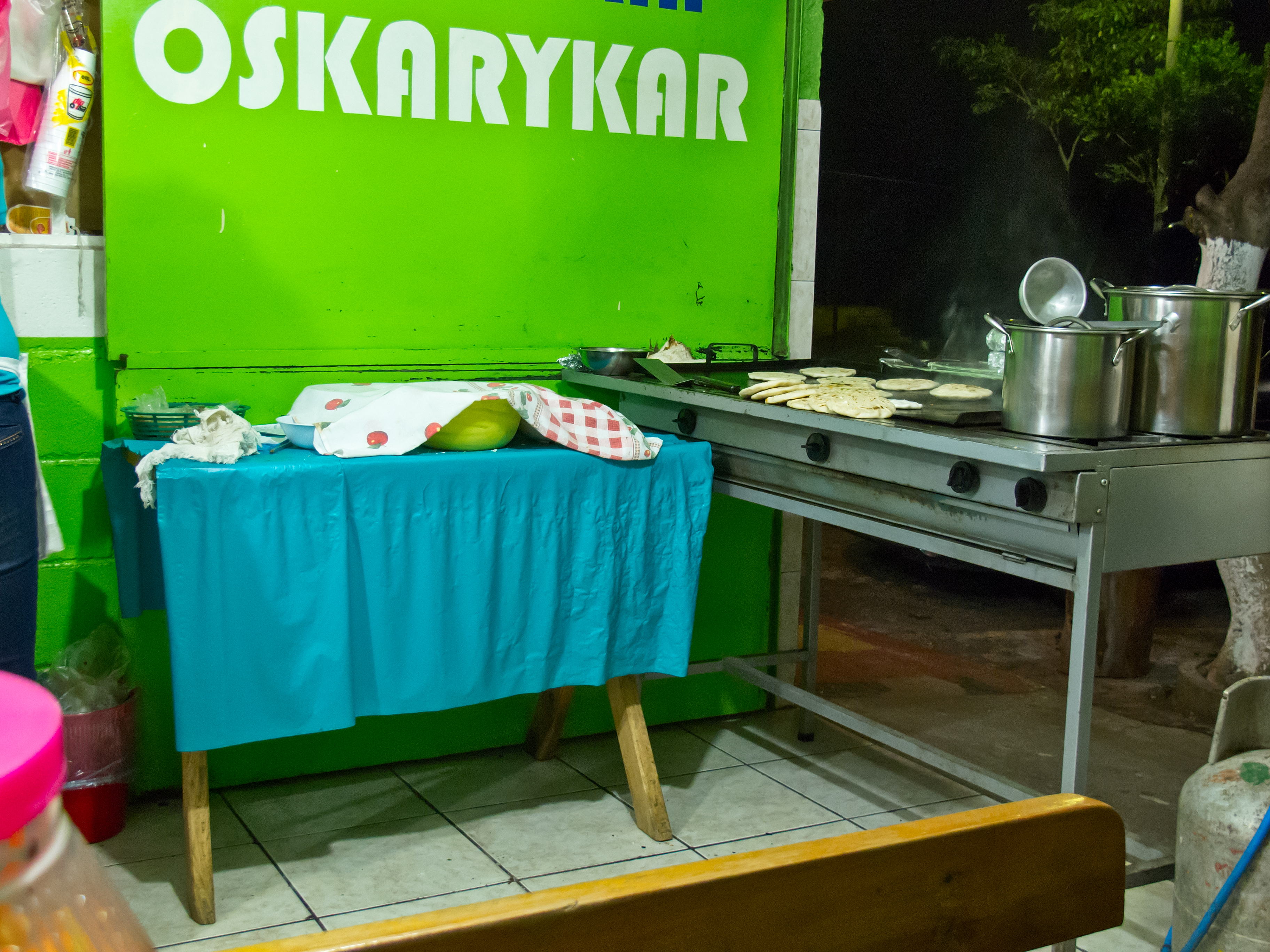
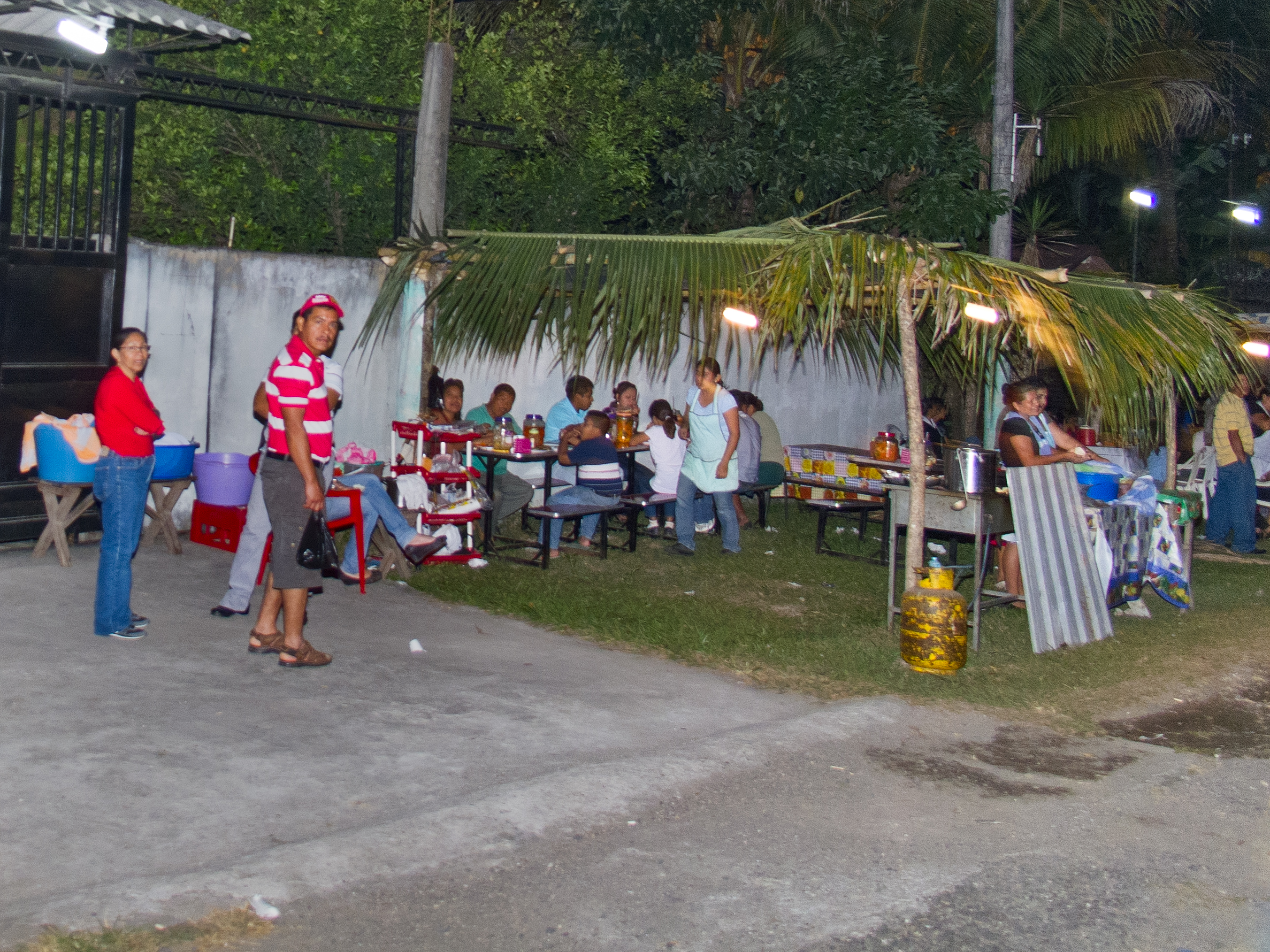

## 经济
尽管普普沙的市场价格非常便宜，但它却是萨尔瓦多的经济占比很重的一部分。 除普普沙本身之外，它的原材料也被出口到其他国家。在2005年，仅仅是出口美国的普普沙原材料loroco就价值604,408美元。普普沙在美国可以在许多西班牙裔超市和国际超市找到，尤其是在华盛顿特区或者纽约长岛这种萨尔瓦多人人口密集的地方。
普普沙在萨尔瓦多经济中有着很大的分量。 据萨尔瓦多经济部2001年至2003年的统计，普普沙为萨尔瓦多带来了超过2千2百万美元的收入，而loroco等普普沙原材料的出口也有助于刺激萨尔瓦多的经济。截至2005年前，有超过30万人以生产制作普普沙为生，其中大多为妇女。

## 外部連結
维基共享资源上的相關多媒體資源：普普沙